# Miloslav Holý
Miloslav Holý (4. října 1897 Karlín – 3. března 1974 Praha) byl český malíř.

## Život

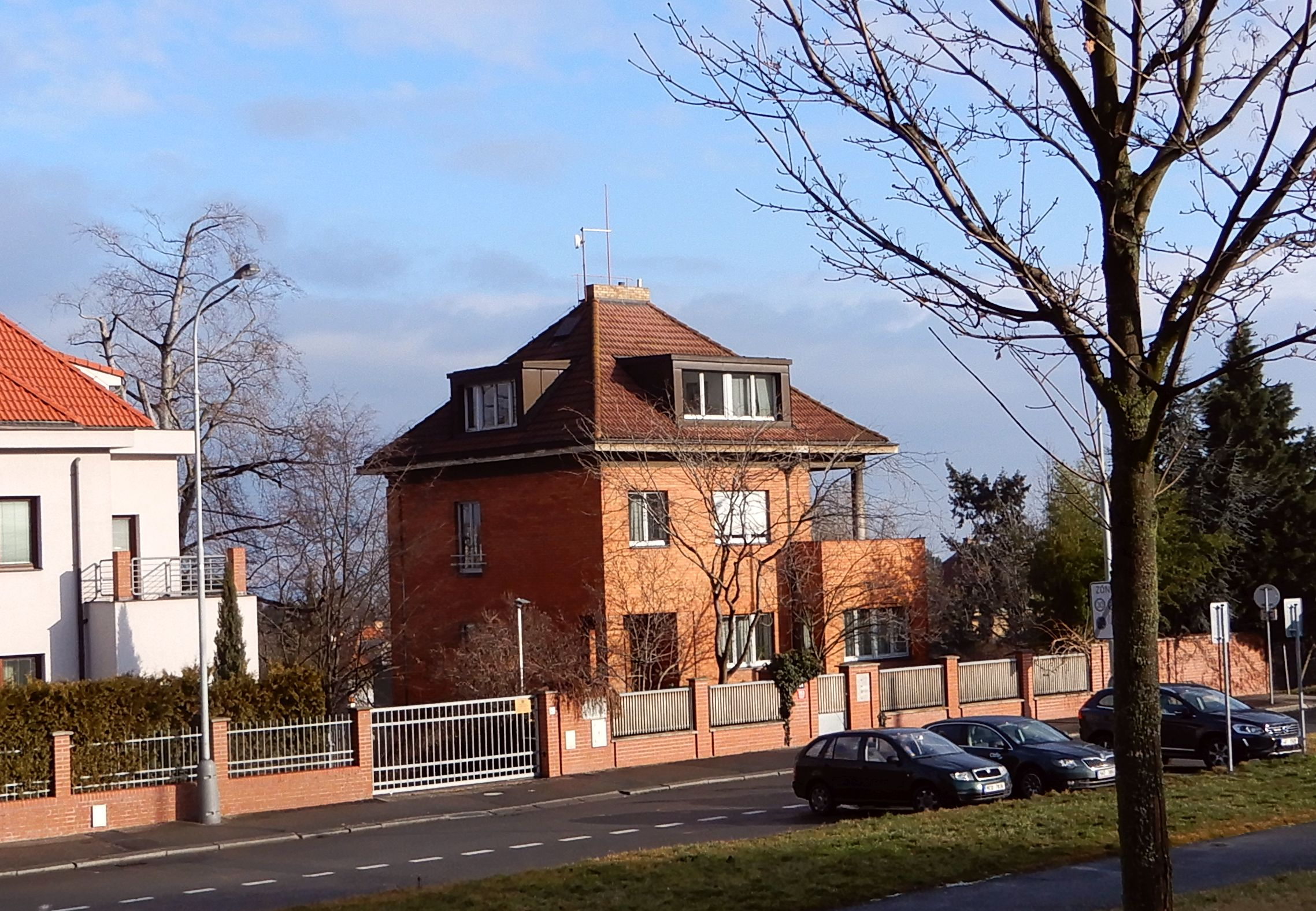
Vila Miloslava Holého, Střešovická ulice č. 54̠, Praha 6 - Střešovice

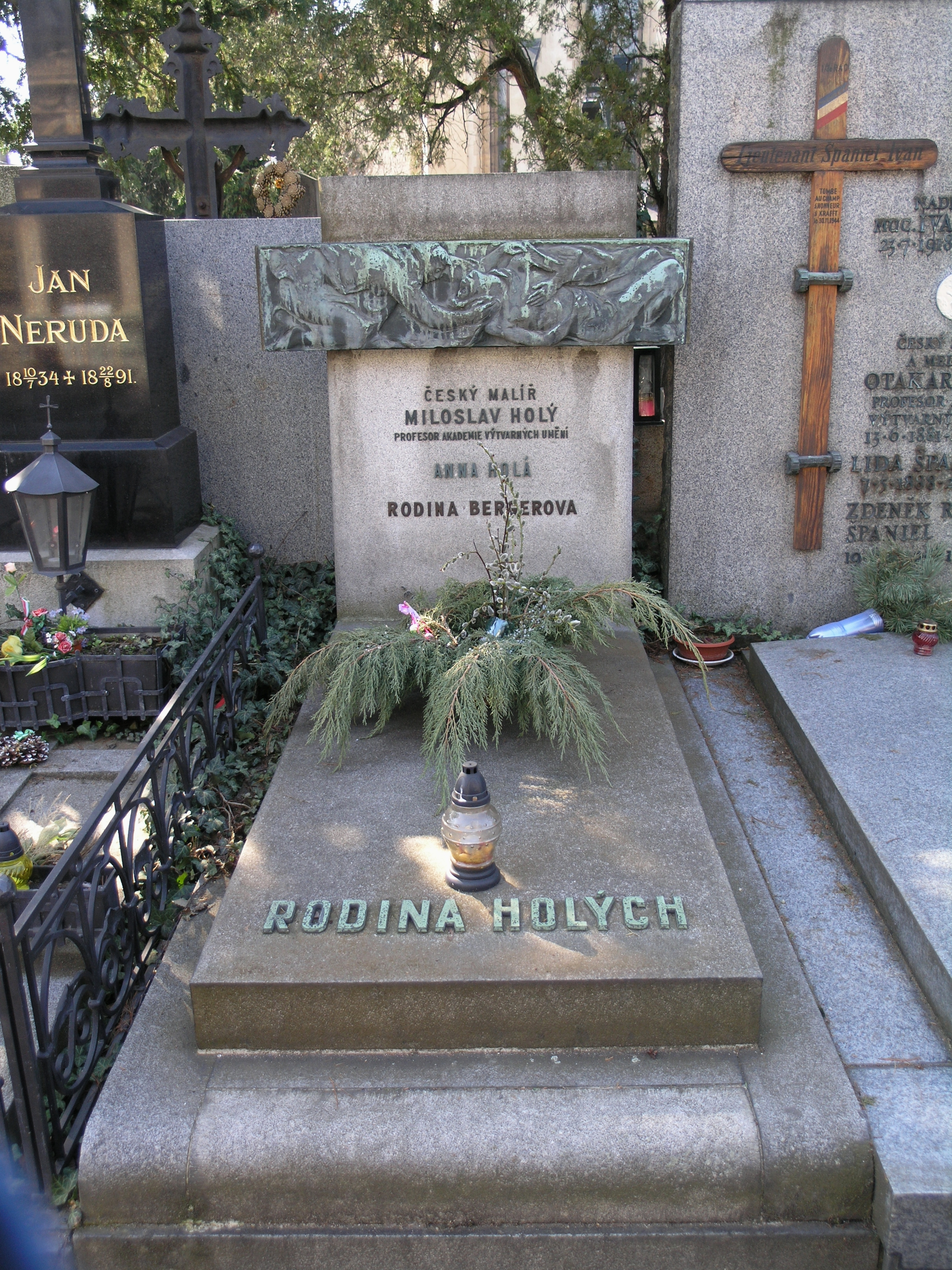
Hrob na Vyšehradském hřbitově

Miloslav Holý se narodil v Karlíně jako jediný syn hostinského Jana Holého a Boženy Kaucké. Studoval na Akademii výtvarných umění v Praze u Jana Preislera, Vlaha Bukovace, Jakuba Obrovského a v grafické speciálce u Maxe Švabinského. Spolu s Karlem Holanem, Pravoslavem Kotíkem a sochařem Karlem Kotrbou vytvořil v roce 1924 skupinu Ho Ho Ko Ko, též nazývanou Skupina sociální malby. Holý se věnoval litografii a leptu s tematikou života prostých lidí, která pokračovala i v období členství v Umělecké besedě (1920–1924) a v Sociální skupině Ho-Ho-Ko-Ko (1925–1927), pojmenované podle začátků příjmení jejích členů – Holého, malířů Karla Holana, Pravoslava Kotíka a sochaře Karla Kotrby. Tvorba této skupiny se řadí k nejvýraznějším projevům českého realismu dvacátých let. Byla obdobou nové věcnosti v Německu, nebo neoklasicismu ve Francii a v Itálii. Skupina každoročně vystavovala v Praze a Brně.
Zlom v Holého tvorbě nastal po rozpadu skupiny v letech 1927–1930, kdy vstoupil do SVU Mánes. Jeho paleta se prozářila, rukopis uvolnil a pro inspiraci se obrátil k přírodě jižních Čech, květinovým a ovocným zátiším, aktům. Počátkem 30. let založil rodinu a dal si postavit vilu ve Střešovicích. V letech 1939–1949 byl znovu členem Dále byl členem Umělecké besedy a SČUG Hollar.
V letech 1945–1946 soukromě vyučoval malbu. V letech 1947–1958 byl profesorem a v letech 1950–1954 rektorem Akademie výtvarných umění. Byl nositelem titulu zasloužilý umělec (1964) a vyznamenání Řád práce (1967).

## Dílo
Jeho rozsáhlé malířské dílo obsahuje převážně krajinomalbu. Stylově je charakterizuje celoživotní příklon k expresionismu. Ve dvacátých letech byl koloristou, později tvoří dynamické, pastózní krajiny. Často se inspiroval krajinou Podorlicka. S oblibou podobně jako Karel Holan maloval výjevy z periferie, byl však rovněž vynikajícím a osobitým krajinářem.
- Francie (1927): při pobytu maloval v Bretani, také v Paříži.
- Slatina nad Zdobnicí (Orlické hory), oblíbené lokality krajinomaleb po roce 1958

Díla Miloslava Holého byla vystavována na mnoha výstavách, je zastoupen v mnoha českých galeriích a muzeích. Napsal několik statí, knihu vzpomínek a sbíral výtvarné práce.

## Sbírka
Sbíral především kresby a malířské práce českých a německých autorů 19. až 20. století zprvu ze studijních důvodů, později se jako zapálený sběratel soustředil na tvorbu svých vrstevníků, spolužáků a přátel. K nejstarším patří kresby Josefa Navrátila a Julia Mařáka, dále Jana Preislera a skici Jindřicha Pruchy z jeho expresionistického období. Ze starších vrstevníků obdivoval ženské akty Rudolfa Kremličky. Vzácné jsou dvě kresby Jiřího Karse, Julese Pascina a lept Bohumila Kubišty. Ve sbírce jsou zastoupeny také kresby sochařů Josefa Mařatky a jeho učitele Augusta Rodina. Německý impresionismus a expresionismus zastupují grafiky Maxe Liebermanna, Lovise Corintha a Oskara Kokoschky. Z přátel a vrstevníků jsou zastoupeny grafické listy Pravoslava Kotíka, Jana Baucha, Emanuela Frinty a návrhy ilustrací Zdeňka Buriana.

### Výběr z díla
- 1926 Deštníky (olej)
- 1927 Place Mazas v Paříži (olej)
- 1927 Červené střechy v St. Cloud (olej)
- 1929 Ležící akt (kresba perem)
- 1930 Zátiší se sklem (olej)
- 1931 Rybářské loďky v Cagnes (olej)
- 1932 Kolový parník (olej)
- 1940 Zelené hrušky (pastel)
- 1942 Žito před chalupami (olej)
- 1944 Mé dcery v zahradě (olej)
- 1946 Bruneta a blondýna (olej)
- 1947 Vlastní podobizna (pastel)
- 1950 Malířka květin (olej)
- 1952 Zátiší s červeným talířkem (olej)
- 1953 U zahradního stolu (olej)
- 1954 Pleny (olej)
- 1956 Ledy na Zdobnici (olej)